# Divize D 1993/1994
V soubojích 29. ročníku Moravskoslezské divize D 1993/94 (jedna ze skupin 4. fotbalové ligy) se utkalo 16 týmů každý s každým dvoukolovým systémem podzim–jaro. Tento ročník začal v srpnu 1993 a skončil v červnu 1994.

## Nové týmy v sezoně 1993/94
- Z MSFL 1992/93 sestoupilo do Divize D mužstvo TJ ŽĎAS Žďár nad Sázavou.
- Z Jihomoravského župního přeboru 1992/93 postoupilo vítězné mužstvo FC Boček Kuřim.[1]
- Ze Středomoravského župního přeboru 1992/93 postoupilo vítězné mužstvo TJ Zbrojovka Vsetín a TJ DAK MOVA Bratislava/Alfa Slušovice (2. místo).

## Kluby podle žup
- Jihomoravská (9): SK KM Ratíškovice, AFK VMG Kyjov, FC Ivacar Ivančice, TJ ČKD Blansko, ČAFC Židenice Brno, FC Veselí nad Moravou, FC Boček Kuřim, TJ ŽĎAS Žďár nad Sázavou, FC Slavia EDU Třebíč, TJ Svitavy.
- Středomoravská (7): FC Slušovice, VTJ Sigma Hodonín, FC TVD Slavičín, FC Svit Zlín „B“, FC Veselí nad Moravou, TJ Dolní Němčí, TJ Zbrojovka Vsetín.

## Konečná tabulka
Zdroj: 
| Poř. | Tým                          | Z  | V  | R  | P  | VG | OG | B  |
| ---- | ---------------------------- | -- | -- | -- | -- | -- | -- | -- |
| 1.   | FC Slušovice (N)             | 30 | 23 | 6  | 1  | 81 | 13 | 52 |
| 2.   | SK KM Ratíškovice            | 30 | 21 | 7  | 2  | 82 | 25 | 49 |
| 3.   | VTJ Sigma Hodonín            | 30 | 14 | 9  | 7  | 53 | 30 | 37 |
| 4.   | AFK VMG Kyjov                | 30 | 12 | 8  | 10 | 58 | 38 | 32 |
| 5.   | FC TVD Slavičín              | 30 | 13 | 6  | 11 | 38 | 40 | 32 |
| 6.   | TJ ŽĎAS Žďár nad Sázavou (S) | 30 | 10 | 10 | 10 | 40 | 37 | 30 |
| 7.   | FC Svit Zlín „B“             | 30 | 12 | 5  | 13 | 44 | 45 | 29 |
| 8.   | TJ Svitavy                   | 30 | 12 | 5  | 13 | 35 | 49 | 29 |
| 9.   | FC Ivacar Ivančice           | 30 | 10 | 8  | 12 | 45 | 53 | 28 |
| 10.  | TJ ČKD Blansko               | 30 | 9  | 9  | 12 | 47 | 47 | 27 |
| 11.  | FC Slavia EDU Třebíč         | 30 | 9  | 8  | 13 | 38 | 47 | 26 |
| 12.  | ČAFC Židenice Brno           | 30 | 10 | 6  | 14 | 35 | 46 | 26 |
| 13.  | FC Veselí nad Moravou        | 30 | 10 | 5  | 15 | 27 | 50 | 25 |
| 14.  | TJ Dolní Němčí               | 30 | 8  | 9  | 13 | 35 | 62 | 25 |
| 15.  | FC Boček Kuřim (N)           | 30 | 9  | 7  | 14 | 33 | 47 | 25 |
| 16.  | TJ Zbrojovka Vsetín (N)      | 30 | 1  | 6  | 23 | 20 | 82 | 8  |

Poznámky:
- Z = Odehrané zápasy; V = Vítězství; R = Remízy; P = Prohry; VG = Vstřelené góly; OG = Obdržené góly; B = Body; (S) = Mužstvo sestoupivší z vyšší soutěže; (N) = Mužstvo postoupivší z nižší soutěže (nováček)
- Během zimní přestávky došlo ke změně názvu TJ Jiskra Kyjov na AFK VMG Kyjov.[3]
- O pořadí na 4. a 5. místě rozhodla bilance vzájemných zápasů: Kyjov - Slavičín 1:1, Slavičín - Kyjov 0:4[2]
- O pořadí na 7. a 8. místě rozhodla bilance vzájemných zápasů: Zlín B - Svitavy 0:2, Svitavy - Zlín B 0:4[2]
- O pořadí na 11. a 12. místě rozhodlo lepší skóre Třebíče, bilance vzájemných zápasů byla vyrovnaná: Třebíč - Židenice 1:1, Židenice - Třebíč 1:1[2]
- O pořadí na 13. až 15. místě rozhodla minitabulka vzájemných zápasů.[2]

|  | Postup do MSFL 1994/95                             |
|  | Sestup do Středomoravského župního přeboru 1994/95 |